# سيغفريد راسب
سيغفريد راسب (10 يناير 1898 - 2 فبراير 1968) جنرالًا في فيرماخت من ألمانيا النازية خلال الحرب العالمية الثانية.

## الجوائز والأوسمة
- وسام الفارس الصليبي الحديدي في 15 أبريل 1944 كجنرال مايجور وقائد فرقة المشاة 335 [2]

### قائمة المراجع
| مناصب عسكرية    | مناصب عسكرية                | مناصب عسكرية    |
| --------------- | --------------------------- | --------------- |
| سبقه {{{سبقه}}} | {{{العنوان}}} {{{الأعوام}}} | تبعه {{{تبعه}}} |
| سبقه {{{سبقه}}} | {{{العنوان}}} {{{الأعوام}}} | تبعه {{{تبعه}}} |
| سبقه {{{سبقه}}} | {{{العنوان}}} {{{الأعوام}}} | تبعه {{{تبعه}}} |
| سبقه {{{سبقه}}} | {{{العنوان}}} {{{الأعوام}}} | تبعه {{{تبعه}}} |